# Matrice de broches
Pour les articles homonymes, voir PGA.

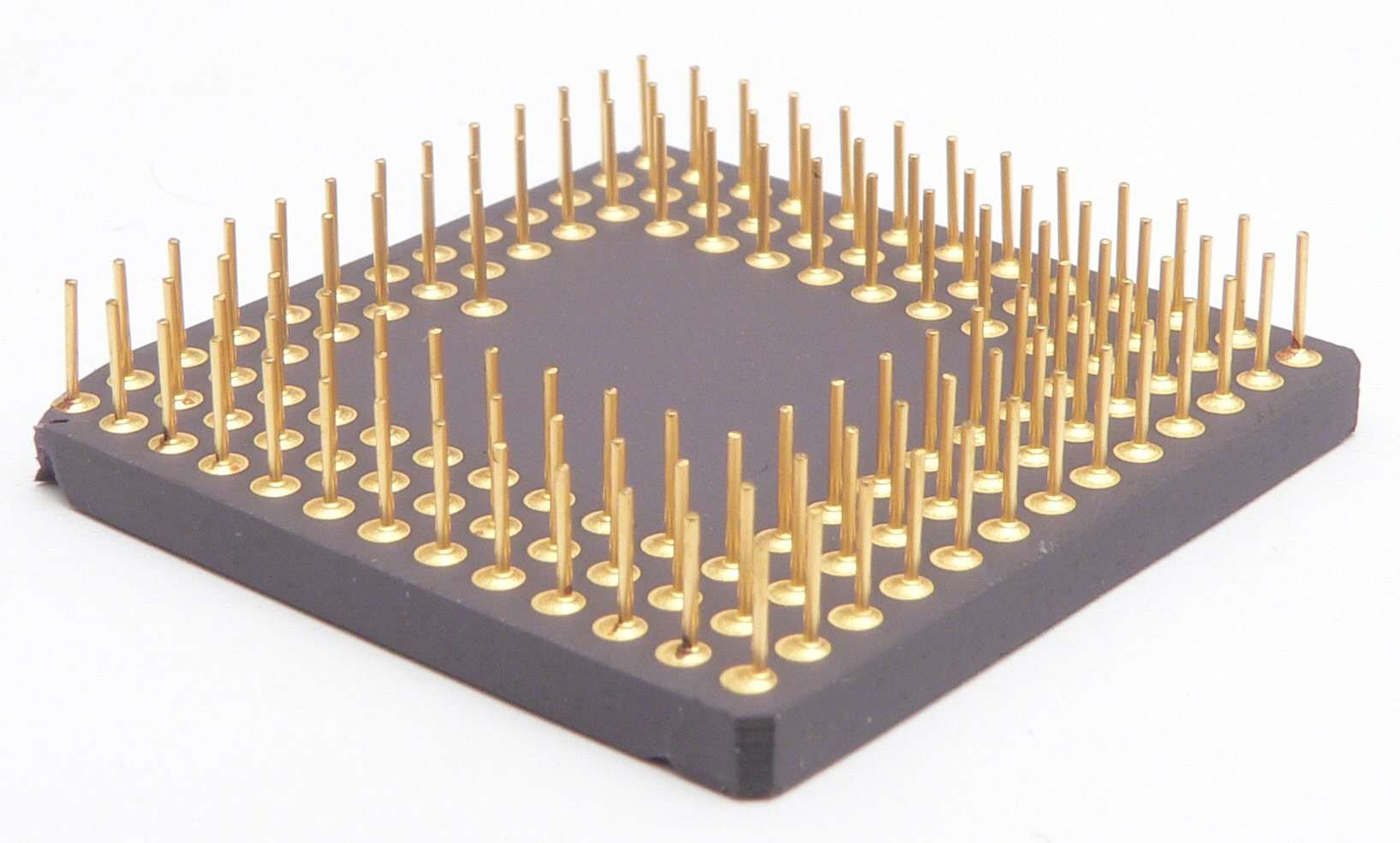
Les broches sous un Motorola 68020

Une matrice de broches, ou PGA (sigle du nom en anglais pin grid array), est un type de boîtier de circuit intégré. Dans un PGA, le boîtier est carré ou rectangulaire et les broches sont disposées en un réseau régulier sur la face inférieure du boîtier. Les broches sont généralement espacées de 2,54 mm (0,1 pouces) et peuvent ou non couvrir tout le dessous du boîtier.
Les PGA sont montés sur les circuits imprimés (PCB), soit soudés directement par la méthode du trou traversant, soit insérés dans un connecteur, appelé socket. Le socket est un connecteur carré en plastique (ou autrefois en céramique) présent sur les cartes mères et se présentant généralement sous la forme d'une grille dotée de nombreuses perforations disposées en carré ou en quinconce servant à accueillir les pattes (ou broches) d'un microprocesseur.
Le mot « matrice » est utilisé dans le sens mathématique, c'est-à-dire comme tableau ou grille.
On parle aussi parfois de « boîtier fakir » pour désigner le boîtier d'un composant avec ce type de matrice. Cela fait référence au lit de clous des fakirs.

## Montage de la puce

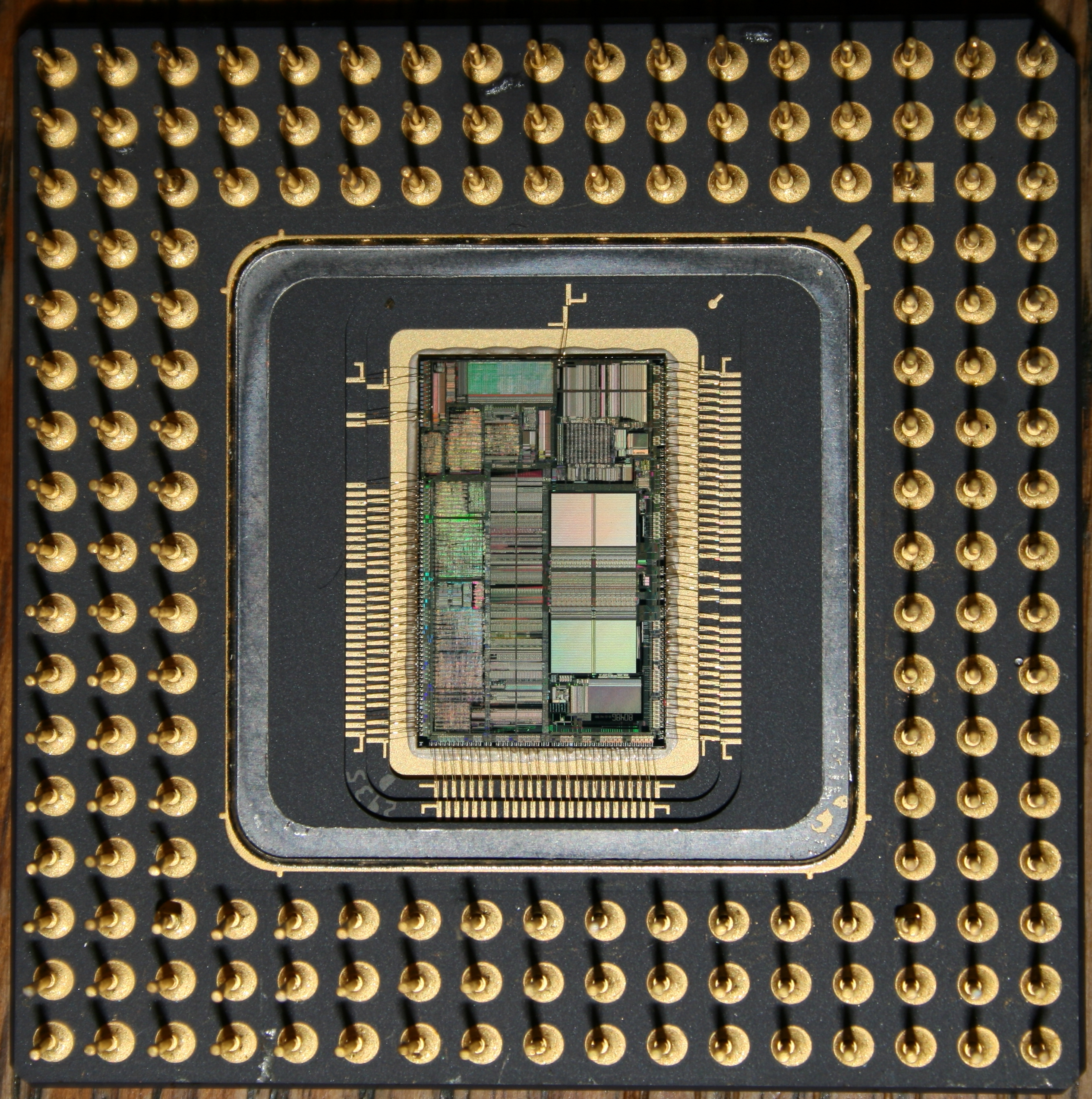
Dessous d’un 80486 avec le couvercle retiré montrant la puce et des connexions à fil.

La puce peut être montée soit du côté haut, soit du côté bas (côté des broches) du boîtier. Les connexions peuvent être effectuées soit par liaison filaire, soit par montage à puce retournée. En règle générale, les boîtiers PGA utilisent une liaison filaire lorsque la puce est montée côté broches et une construction à puce retournée lorsque la puce est sur la face supérieure. Certains boîtiers PGA contiennent plusieurs puces, par exemple les processeurs Ryzen Zen 2 et Zen 3 avec le socket AM4.

### Puce retournée (flip chip)

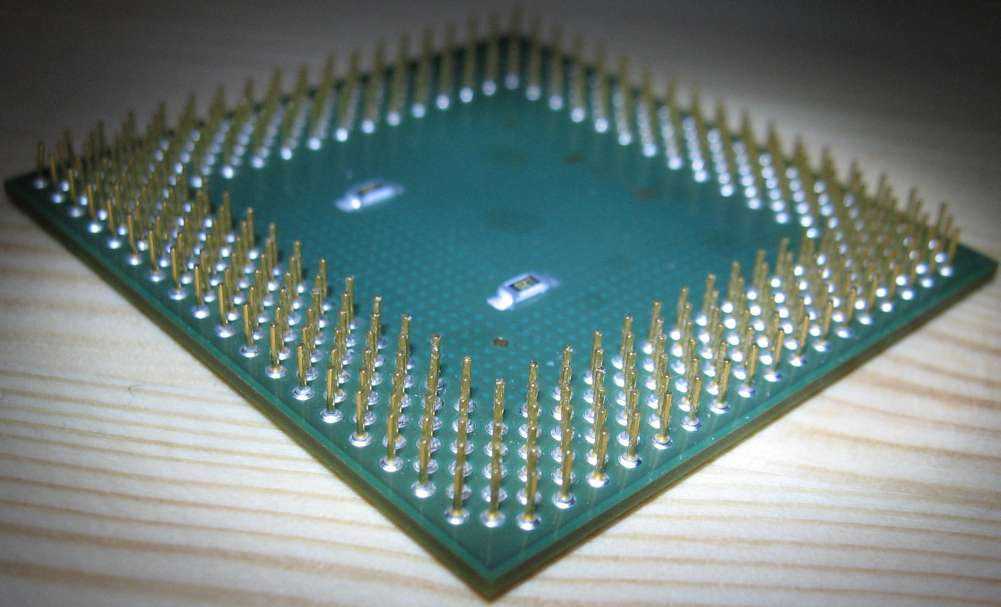
Dessous d'un boîtier FC-PGA (la puce est de l'autre côté).

Une matrice de broches à puce retournée (FC-PGA ou FCPGA) est un type de matrice de broches dans lequel la puce est orientée vers le bas sur le dessus du substrat avec l’arrière de la puce exposée. Cela permet à la puce d’avoir un contact plus direct avec le dissipateur thermique ou un autre système de refroidissement.
Les processeurs FC-PGA ont été introduits par Intel en 1999, pour les processeurs Pentium III Coppermine et Celeron basés sur le socket 370, et ont été produits jusqu’au socket G3 en 2013. Les processeurs FC-PGA s’insèrent dans les sockets de la carte mère à force d'insertion nulle (ZIF) ; des boîtiers similaires ont également été utilisés par AMD.